# Сант’Анна, Агустин
Ариэ́ль Агусти́н Сант’А́нна Кинте́ро (исп. Ariel Agustín Sant'Anna Quintero; родился 27 сентября 1997 года, Монтевидео) — уругвайский футболист, защитник клуба «Депортиво Мальдонадо».

## Биография
Сант’Анна — воспитанник клуба «Серро». 4 октября 2015 года в матче против «Пласа Колония» он дебютировал в уругвайской Примере. 6 декабря в поединке против столичного «Расинга» Агустин забил свой первый гол за «Серро».

## Международная карьера
В 2017 году Сант’Анна в составе молодёжной сборной Уругвая выиграл молодёжный чемпионат Южной Америки в Эквадоре. На турнире он сыграл в матчах против команд Боливии, Венесуэлы и Аргентины.

## Достижения
- Чемпион Уругвая (1): 2019
- Чемпион Южной Америки среди молодёжи (1): 2017